# Micromus calidus
Micromus calidus is een insect uit de familie van de bruine gaasvliegen (Hemerobiidae), die tot de orde netvleugeligen (Neuroptera) behoort. 
Micromus calidus is voor het eerst wetenschappelijk beschreven door Hagen in 1859.